# Моравіцькі
Моравіцькі, також Моравецькі (пол. Morawiccy, Morawieccy) — польський шляхетський рід.

## Походження
Рід Моравецьких походить з Моравиці (нині Келецький повіт Свентокшиського воєводства) та відомий ще з часів Грюнвальдської битви. В XV-XVII ст. власники Моравиці та Волі-Моравіцької.

## Опис герба
Три золотих списи в червоному полі, розташовані у вигляді зірки, середній вістрям донизу, а бічні — догори. Над шоломом і герцогською короною підноситься верхня половина тіла рогатого цапа, який зображає стійку на задніх ногах з витягнутими вперед і в праву сторону щита передніми ногами.

## Відомі представники
- Корнель Моравецький (1941—2019) — польський політик і державний діяч, дисидент.
- Матеуш Моравецький (1968) — польський державний діяч, віцепрем'єр уряду, міністр розвитку і фінансів, прем'єр-міністр.